# Schloss Tournon

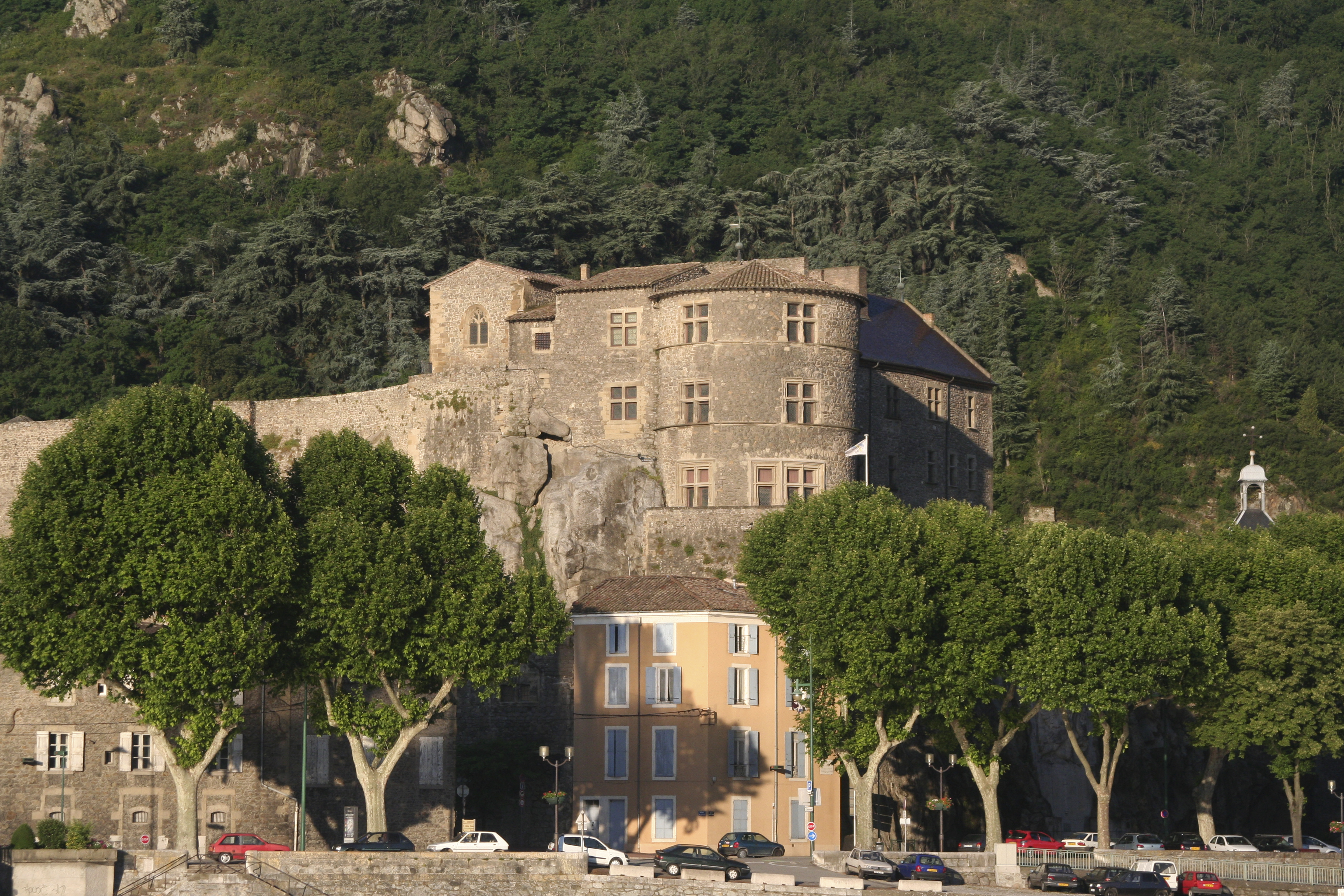
Schloss Tournon von Nordosten

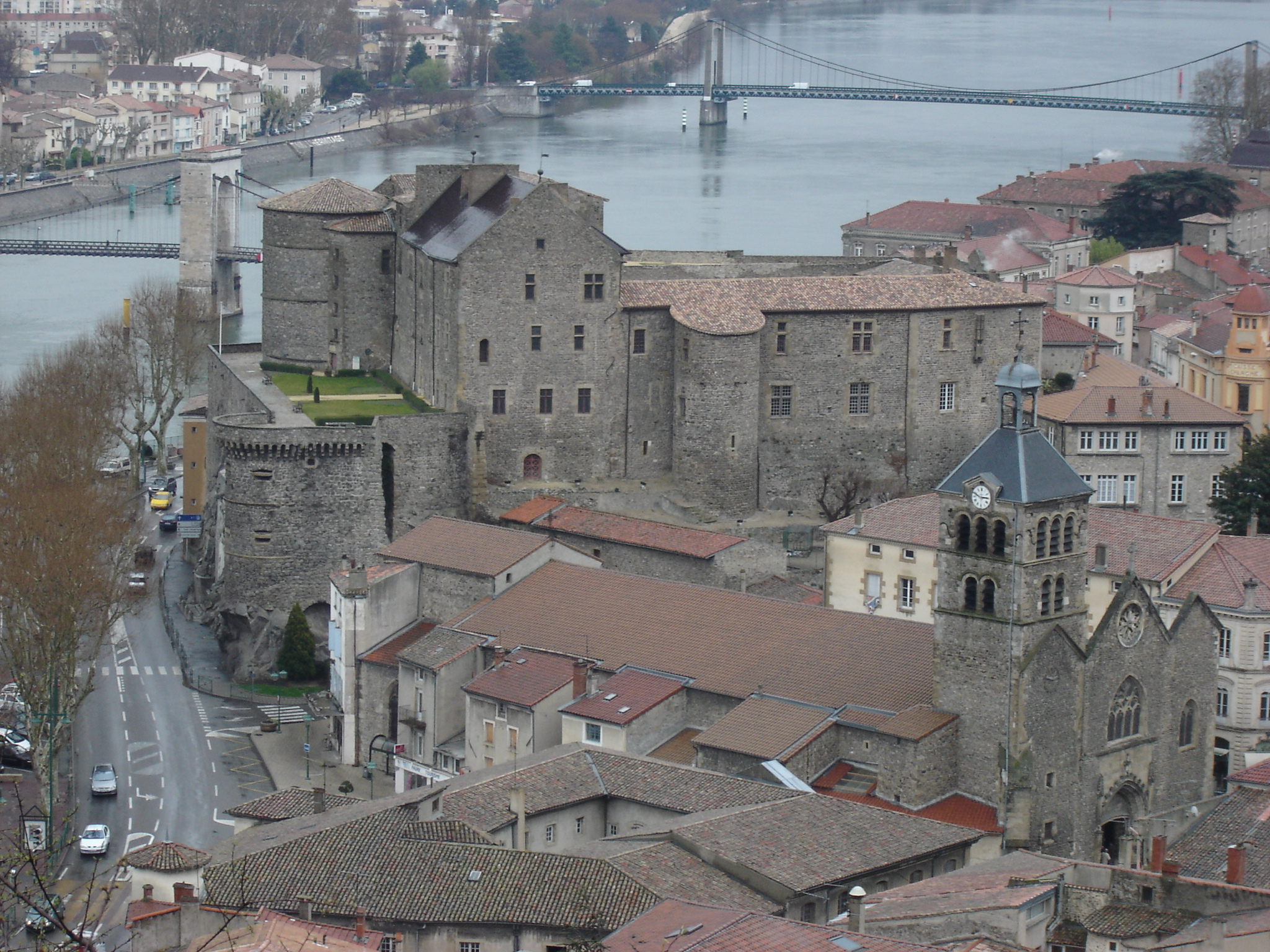
Schloss Tournon von Nordwesten

Im Schloss Tournon in Tournon-sur-Rhône (Département Ardèche) starb im Jahr 1536 der französische Thronfolger François de France, Dauphin von Viennois und Herzog von Bretagne. Es beherbergt heute ein Museum und steht teilweise unter Denkmalschutz.

## Geschichte
Spuren einer ersten Burg, die der Nachfolger eines Wachtturms aus gallorömischer Zeit war, stammen aus dem 10. Jahrhundert. Sie sind noch rechts vom Eingang des heutigen Ehrenhofs zu sehen. Die Burg wurde von den Königen Frankreichs genutzt, um auf ihren Reisen zu übernachten. Ludwig IX. hielt sich hier auf, als er zum Kreuzzug aufbrach, Franz I. und Heinrich II. machten auf dem Weg zu den Kriegen in Italien in Tournon Station.
Herzog Franz III. von Bretagne, der älteste Sohn des Königs Franz I. und Bruder Heinrichs II., starb am 10. August 1536 auf Schloss Tournon, nachdem er ein Glas Wasser getrunken hatte. Graf Montecuccoli, der Sekretär des Herzogs, wurde angeklagt, im Dienst Kaiser Karls V. gestanden zu haben, denn bei einer Durchsuchung seines Quartiers wurden verschiedene Gifte gefunden. Unter der Folter gestand Montecuccoli die Ermordung des Herzogs. In der modernen Wissenschaft ist die These vom Gifttod jedoch umstritten.
Im 16. Jahrhundert wurden neben einer Kapelle neue Wohnräume im Renaissancestil angebaut, darunter die Gebäude, die heute ein Museum beherbergen. Des Weiteren ist im Schloss das nachgebaute Zimmer der Hélène de Tournon zu sehen, die aus Liebeskummer starb. Pierre de Ronsard, der dies als zwölfjähriger Page miterlebte, schrieb für sie später seine Ode à Hélène.